# Sneum Å
Sneum Å är ett vattendrag i Danmark.   Det ligger på Jylland i Region Syddanmark, i den sydvästra delen av landet. Det 34 km långa vattendraget har sin källa söder om Agerbæk och mynnar ut i Vadehavet. En stor del av ån och dess omgivningar bildar 
Natura 2000 området Sneum Å och Holsted Å